# Valerie Hemingway
Valerie Hemingway (* 1940 als Valerie Danby-Smith in Dublin, Irland) war 1959/1960 Sekretärin des Schriftstellers Ernest Hemingway. 1967 heiratete sie seinen Sohn Gregory Hemingway (1931–2001). 2004 veröffentlichte sie ihre Erinnerungen unter dem Titel Running with the Bulls. My Years with the Hemingways.

## Leben
Sie lernte Hemingway im Mai 1959 in Madrid kennen, wo sie als Au-Pair und als Journalistin für die Irish Times arbeitete. Der Autor bot ihr an, für ihn während seines Spanien-Aufenthaltes als Sekretärin zu arbeiten. Zwischen beiden entwickelte sich nach Darstellung Valeries eine enge Beziehung. Sie begleitete Hemingway anschließend nach Südfrankreich und Paris. Ende Januar 1960 kam sie auf Einladung Hemingways nach Kuba. Angeblich hatte sich der Autor in die rothaarige Irin verliebt. In Kuba half sie Hemingway bei der Abfassung seines Stierkampf-Artikels Gefährlicher Sommer und des Erinnerungsbuchs Paris – Ein Fest fürs Leben. 1960 verließ Hemingway Kuba, und Valerie ging eigene Wege. In New York arbeitete sie für die Zeitschrift Newsweek und das Theater. Dabei lernte sie den irischen Schriftsteller Brendan Behan kennen. Mit ihm hatte sie 1962 einen Sohn. Nach dem Tod Hemingways 1961 begleitete sie dessen Witwe Mary Hemingway nach Kuba, um den dortigen Haushalt aufzulösen. Sie sicherten vor allem die Dokumente aus dem Hemingway-Nachlass. Anschließend arbeitete Valerie vier Jahre lang im Büro von Hemingway-Verleger Scribner in New York an der Durchsicht und Ordnung der Hemingway-Papiere. 1967 heiratete sie Hemingways Sohn Gregory, mit dem sie drei Kinder hat. Die Ehe wurde 1989 geschieden.

## Werke
- Running with the Bulls: My Years with the Hemingways. New York : Ballantine Books, 2004